# Tour d'Italie 1949

La 32e édition du Tour d'Italie s'est élancée de Palerme, le 21 mai 1949 et est arrivée à Monza le 12 juin. Ce Giro a été remporté par l'Italien Fausto Coppi. Le directeur de course était le journaliste Giuseppe Ambrosini (it). Coppi a conquis le maillot rose lors de la légendaire dix-septième étape (de Coni à Pignerol), où il s'est échappé à 192 kilomètres de l'arrivée et a franchi en solitaire la Maddalena (versant italien du col de Larche), Vars, Izoard, Montgenèvre et Sestrières pour atteindre Pignerol avec 11 minutes et 52 secondes d'avance sur Gino Bartali, son rival de ces années, et presque vingt minutes sur Alfredo Martini. 

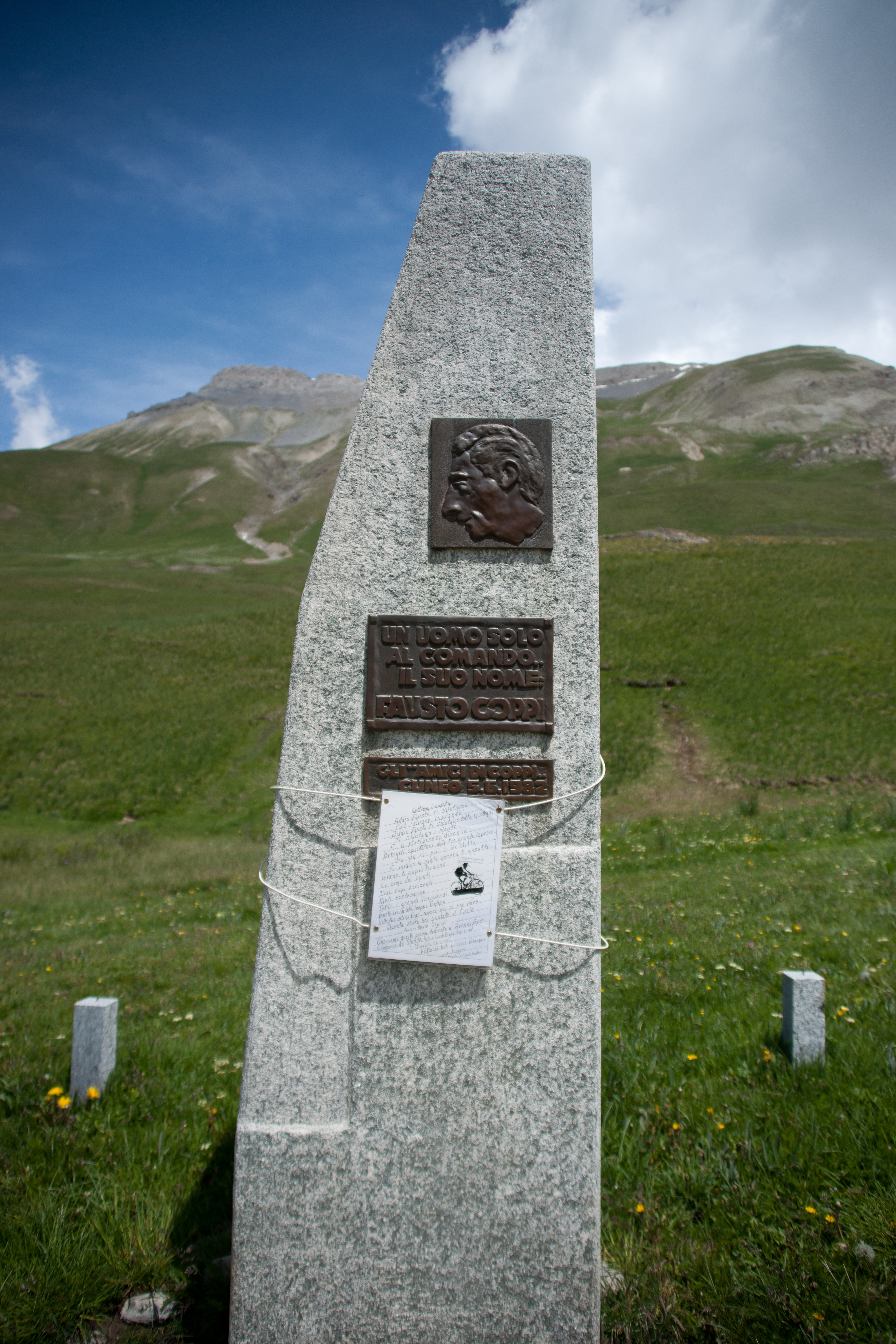
Monument dédié à Fausto Coppi au Col de Larche.

Le Giro 1949 est aussi célèbre pour le reportage de Dino Buzzati Sur Le Giro 1949 (Al Giro d'Italia) qui a suivi l'ensemble de la course pour le Corriere della Sera. Le texte dont l'original est édité par Arnoldo Mondadori Editore en 1981, a été traduit pour la première fois en 1984 par Yves Panafieu et Anna Tarantino et publié chez Robert Laffont.
La course est l'une des épreuves comptant pour le Challenge Desgrange-Colombo.

## Résumé de la course
Avec les années de la guerre dans le rétroviseur et l’Italie désormais en pleine reconstruction, la Gazzetta décida de ramener le Giro en Sicile, avant de remonter toute la péninsule. Malade, Fiorenzo Magni était absent, et la rivalité entre Fausto Coppi et Gino Bartali fut une nouvelle fois le point central. Après un départ sans péripétie, Coppi prit les devants à Bolzano. Avec 192 kilomètres en solitaire entre Cuneo et Pinerolo, il accomplit un exploit unique. Il passa en tête des ascensions de la Madeleine, Vars, l’Izoard, Montgenèvre et Sestrières pour s’imposer avec 11’52” d’avance sur Bartali. Coppi dépassait l’histoire : il était devenu une légende ! Quand il arriva en vainqueur sur l’autodrome de Monza, où le Giro s’achevait cette année-là, les fans du Campionissimo mais aussi tout le monde du sport reconnaissaient son immense valeur. Bartali finit deuxième à plus de 23 minutes, et Giordano Cottur, troisième à plus de 38 minutes !

## Équipes participantes
| N.    | Code | Équipe           |
| ----- | ---- | ---------------- |
| 1-7   | WIL  | Wilier-Triestina |
| 8-14  | ATA  | Atala            |
| 15-21 | LEG  | Legnano          |
| 22-28 | GAN  | Ganna            |
| 29-35 | BAR  | Bartali          |
| 36-42 | BIA  | Bianchi          |
| 43-49 | FRE  | Frejus           |
| 50-56 | CIM  | Cimatti          |

| N.     | Code | Équipe     |
| ------ | ---- | ---------- |
| 57-63  | VIS  | Viscontea  |
| 64-70  | ARB  | Arbos      |
| 71-77  | EDW  | Edelweiss  |
| 78-84  | STU  | Stucchi    |
| 85-91  | BEN  | Benotto    |
| 92-98  | FIO  | Fiorelli   |
| 99-105 | BOT  | Bottecchia |

## Classement général
| Classement général final |                   |
| --- | ----------------- |
| \| 1. Fausto Coppi \| 125 h 25 min 50 s \| \| 2. Gino Bartali \| à 23 min 47 s \| \| 3. Giordano Cottur \| à 38 min 27 s \| \| 4. Adolfo Leoni \| à 39 min 01 s \| \| 5. Giancarlo Astrua \| à 39 min 50 s \| \| 6. Alfredo Martini \| à 48 min 48 s \| \| 7. Giulio Bresci \| à 49 min 14 s \| \| 8. Serafino Biagioni \| à 53 min 14 s \| \| 9. Nedo Logli \| à 56 min 59 s \| \| 10. Silvio Pedroni \| à 1 h 02 min 10 s \| \| \| \| |                   |
| 1. Fausto Coppi | 125 h 25 min 50 s |
| 2. Gino Bartali | à 23 min 47 s     |
| 3. Giordano Cottur | à 38 min 27 s     |
| 4. Adolfo Leoni | à 39 min 01 s     |
| 5. Giancarlo Astrua | à 39 min 50 s     |
| 6. Alfredo Martini | à 48 min 48 s     |
| 7. Giulio Bresci | à 49 min 14 s     |
| 8. Serafino Biagioni | à 53 min 14 s     |
| 9. Nedo Logli | à 56 min 59 s     |
| 10. Silvio Pedroni | à 1 h 02 min 10 s |
| |                   |

## Étapes
| Étape     | Date     | Villes étapes                | km       | Vainqueur d'étape  | Leader du classement général |
| 1re étape | 21 mai   | Palerme - Catane             | 261      | Mario Fazio        | Mario Fazio                  |
| 2e étape  | 22 mai   | Catane - Messine             | 163      | Sergio Maggini     | Giordano Cottur              |
| 3e étape  | 23 mai   | Villa San Giovanni - Cosenza | 214      | Guido De Santi     | Giordano Cottur              |
| 4e étape  | 24 mai   | Cosenza - Salerne            | 292      | Fausto Coppi       | Giordano Cottur              |
| 5e étape  | 26 mai   | Salerne - Naples             | 161      | Serafino Biagioni  | Giordano Cottur              |
| 6e étape  | 27 mai   | Naples - Rome                | 233      | Mario Ricci        | Giordano Cottur              |
| 7e étape  | 28 mai   | Rome - Pesaro                | 298      | Adolfo Leoni       | Mario Fazio                  |
| 8e étape  | 29 mai   | Pesaro - Venise              | 273      | Luigi Casola       | Mario Fazio                  |
| 9e étape  | 31 mai   | Venise - Udine               | 249      | Adolfo Leoni       | Adolfo Leoni                 |
| 10e étape | 1er juin | Udine - Bassano del Grappa   | 294      | Giovanni Corrieri  | Adolfo Leoni                 |
| 11e étape | 2 juin   | Bassano del Grappa - Bolzano | 237      | Fausto Coppi       | Adolfo Leoni                 |
| 12e étape | 4 juin   | Bolzano- Modène              | 253      | Oreste Conte       | Adolfo Leoni                 |
| 13e étape | 5 juin   | Modène - Montecatini Terme   | 160      | Adolfo Leoni       | Adolfo Leoni                 |
| 14e étape | 6 juin   | Montecatini Terme - Gênes    | 228      | Vincenzo Rossello  | Adolfo Leoni                 |
| 15e étape | 7 juin   | Gênes - San Remo             | 136      | Luciano Maggini    | Adolfo Leoni                 |
| 16e étape | 9 juin   | San Remo - Coni              | 190      | Oreste Conte       | Adolfo Leoni                 |
| 17e étape | 10 juin  | Coni - Pignerol              | 254      | Fausto Coppi       | Fausto Coppi                 |
| 18e étape | 11 juin  | Pignerol - Turin             | 65 (clm) | Antonio Bevilacqua | Fausto Coppi                 |
| 19e étape | 12 juin  | Turin - Monza                | 267      | Giovanni Corrieri  | Fausto Coppi                 |

## Classements annexes
| Classement de la montagne | Fausto Coppi    | ... points |
| Deuxième                  | Gino Bartali    | ... points |
| Troisième                 | Alfredo Pasotti | ... points |

## Liste des coureurs
| Wilier Triestina | Atala | Legnano |
| - 1 Luciano Maggini (Ita) 12e - 2 Giordano Cottur (Ita) 3e - 3 Giulio Bresci (Ita) 7e - 4 Alfredo Martini (Ita) 6e - 5 Egidio Feruglio (Ita) ab - 6 Giuseppe Ausenda (Ita) 39e - 7 Sante Carollo (Ita) 65e         | - 8 Sergio Maggini (Ita) ab - 9 Antonio Bevilacqua (Ita) 40e - 10 Guido De Santi (Ita) 42e - 11 Armando Peverelli (Ita) ab - 12 Luciano Pezzi (Ita) 21e - 13 Bortolo Bof (Ita) ab - 14 Angelo Fumagalli (Ita) ab | - 15 Adolfo Leoni (Ita) 4e - 16 Dino Ottusi (Ita) 43e - 17 Vincenzo Rossello (Ita) 18e - 18 Vittorio Rossello (Ita) 19e - 19 Renzo Soldani (Ita) 22e - 20 Pasquale Fornara (Ita) 28e - 21 Luciano Frosini (Ita) 53e                     |
| Ganna | Bartali | Bianchi |
| - 22 Pino Cerami (Bel) 24e - 23 Albert Dubuisson (Bel) ab - 24 Jean Lesage (Bel) ab - 25 Roger Missine (Bel) 52e - 26 Marcel Buysse (Bel) ab - 27 Jozef Van Der Helst (Bel) ab - 28 Jozef Van Staeyen (Bel) ab     | - 29 Gino Bartali (Ita) 2e - 31 Mario Benso (Ita) 63e - 32 Léon Jomaux (Bel) 20e - 33 Giovanni Corrieri (Ita) 32e - 34 Angelo Brignole (Ita) 29e - 35 Enzo Bellini (Ita) 44e                                     | - 36 Fausto Coppi (Ita) 1e - 37 Oreste Conte (Ita) 61e - 38 Serse Coppi (Ita) 55e - 39 Bruno Pasquini (Ita) 26e - 40 Andrea Carrea (Ita) 23e - 41 Ettore Milano (Ita) 27e - 42 Fiorenzo Crippa (Ita) 58e                                |
| Frejus | Cimatti | Viscontea |
| - 43 Silvio Pedroni (Ita) 10e - 44 Settimio Simonini (Ita) 13e - 45 Giuseppe Doni (Ita) 36e - 46 Armando Barducci (Ita) 45e - 47 Franco Franchi (Ita) 15e - 48 Franco Fanti (Ita) ab - 49 Rino Burchi (Ita) ab     | - 50 Ezio Cecchi (Ita) 34e - 51 Danilo Barozzi (Ita) ab - 52 Dino Rossi (Ita) 31e - 53 Oliviero Tonini (Ita) 37e - 55 Alighiero Ridolfi (Ita) ab - 56 Alfredo Pasquetti (Ita) ab                                 | - 57 Aldo Ronconi (Ita) ab - 58 Mario Ricci (Ita) 49e - 59 Ugo Fondelli (Ita) ab - 60 Serafino Biagioni (Ita) 8e - 61 Attilio Lambertini (Ita) 38e - 62 Mario Vicini (Ita) ab - 63 Glauco Servadei (Ita) 48e                            |
| Arbos | Edelweiss | Stucchi |
| - 64 Nedo Logli (Ita) 9e - 65 Primo Volpi (Ita) 17e - 66 Leo Castellucci (Ita) ab - 67 Marcello Paolieri (Ita) 47e - 68 Vitaliano Lazzerini (Ita) ab - 69 Bruno Pontisso (Ita) ab - 70 Valeriano Zanazzi (Ita) 51e | - 71 Olimpio Bizzi (Ita) ab - 72 Aldo Baito (Ita) ab - 73 Pietro Fulcheri (Ita) 60e - 74 Aldo Tosi (Ita) ab - 75 Vittorio Seghezzi (Ita) 33e - 77 Elio Busancano (Ita) ab                                        | - 78 Fritz Schär (Sui) 14e - 79 Pietro Tarchini (Sui) ab - 80 Emilio Croci-Torti (Sui) 41e - 81 Luigi Malabrocca (Ita) 64e - 82 Giovanni Mattavelli (Ita) ab - 83 Giovanni Pinarello (Ita) 56e - 84 Fernandino Della Giustina (Ita) 54e |
| Benotto | Fiorelli | Bottecchia |
| - 85 Luigi Casola (Ita) ab - 86 Alfredo Pasotti (Ita) 25e - 87 Giorgio Cargioli (Ita) ab - 88 Alberto Ghirardi (Ita) ab - 89 Umberto Drei (Ita) 30e - 90 Giancarlo Astrua (Ita) 5e - 91 Valerio Bonini (Ita) 50e   | - 92 Jean Goldschmit (Lux) 16e - 93 Jakob Schenk (Sui) ab - 94 Rudolf Valenta (Aut) ab - 95 Egidio Marangoni (Ita) ab - 96 Gildo Monari (Ita) ab - 97 Primo Zuccotti (Ita) 62e - 98 Enzo Nannini (Ita) ab        | - 99 Mario Fazio(Ita) 11e - 100 Adriano Lugatti (Ita) ab - 101 Vittorio Magni (Ita) 35e - 102 Enzo Coppini (Ita) 46e - 103 Annibale Brasola (Ita) 59e - 104 Selvino Selvatico (Ita) ab - 105 Alfio Fazio (Ita) 57e                      |

## Sources
- (nl) Cet article est partiellement ou en totalité issu de l’article de Wikipédia en néerlandais intitulé « Ronde van Italië 1949 » (voir la liste des auteurs).